# Roland Schimmel
Roland Schimmel (* 1966) ist ein deutscher Rechtswissenschaftler.

## Leben
Roland Schimmel wurde 1995 mit seiner Arbeit Lesben, Schwule, Amtsgericht – zur Anerkennung gleichgeschlechtlicher Paare als Rechtsfrage an der Johann Wolfgang Goethe-Universität Frankfurt am Main promoviert. Er ist Rechtsanwalt und lehrt an der Frankfurt University of Applied Sciences Wirtschaftsprivatrecht und Bürgerliches Recht. Er hat eine Reihe von Publikationen zur juristischen Ausbildung verfasst.
Er beschäftigt sich mit der Qualität wissenschaftlicher Arbeiten und wirkte unter Pseudonym im Recherchenetzwerk VroniPlag Wiki an der Untersuchung von Hochschulschriften mit. Die Zeitung Die Welt nannte 2013 mehrere Hinweise, dass Schimmel der unter Pseudonym arbeitende Plagiatsjäger Robert Schmidt sein könnte, der Textübereinstimmungen in den Dissertationen von Annette Schavan und Norbert Lammert dokumentierte und jeweils einen Plagiatsverdacht äußerte. Schimmel verneinte diese Vermutung jedoch. In der Neuen Juristischen Wochenschrift wies er 2023 auf Plagiate in der 2007 eingereichten Dissertation der Berliner Verkehrssenatorin Manja Schreiner hin.

## Werke (Auswahl)
- Zum erfolgreichen Plagiat in zehn einfachen Schritten – Eine Anleitung. (textundtext.de)
- Von der hohen Kunst ein Plagiat zu fertigen. Lit, Berlin 2011, ISBN 978-3-643-11248-4.
- mit Denis Basak und Marc Reiß: Juristische Themenarbeiten. Anleitung für Klausur und Hausarbeit im Schwerpunktbereich, Seminararbeit, Bachelor- und Master-Thesis. 4. Auflage. C. F. Müller, Heidelberg 2024, ISBN 978-3-8114-9793-1.
- Juristische Klausuren und Hausarbeiten richtig formulieren. 15. Auflage. Vahlen, München 2022, ISBN 978-3-8006-6360-6.
  - Chinesische Ausgabe: 如何解答法律题：解题三段论、正确的表达和格式, Beijing University Press, Beijing 2018, ISBN 978-7-301-29936-4.
- Juristendeutsch? Ein Buch voll praktischer Übungen für bessere Texte. 2., aktual. und erweiterte Auflage. UTB Verlag, Paderborn 2020, ISBN 978-3-8252-5533-6 (Rezension)